# Brotherhood of War
Brotherhood of War (koreanska: Taegukgi hwinalrimyeo) är en sydkoreansk krigsfilm från 2004. Filmen är regisserad av Kang Je-gyu, som även skrivit manus.

## Handling
Filmen utspelar sig under koreakriget och kretsar kring de två bröderna Jin-tae och Jin-seok som tvingas in i armén trots att lagen säger att bara en son per familj ska behöva delta i kriget.

## Rollista (i urval)
- Jang Dong-gun – Jin-tae Lee
- Won Bin – Jin-seok Lee